# 薛安都
薛 安都（せつ あんと、410年 - 469年）は、中国の南北朝時代の軍人。字は休達。本貫は河東郡汾陰県。

## 経歴
東晋の上党郡太守であった薛広の子として生まれた。若くして武勇で知られ、身長は7尺8寸あり、弓射や乗馬を得意とした。延和3年（434年）、北魏の太武帝が山胡の白龍を西河に攻撃すると、安都は従軍して白龍を討滅した。この功績により北魏の雍秦二州都統となった。太平真君5年（444年）、一族の薛永宗とともに反乱を起こし、弘農を占拠し、蓋呉の乱と連係した。太平真君7年（446年）、太武帝が大軍を発して汾曲の薛永宗を包囲殲滅し、蓋呉を杏城に敗走させると、安都は弘農を放棄して南朝宋に亡命した。宋の文帝と面会して、北伐を求め、河南・陝東で義兵を集める許可を得た。再び弘農を襲撃したが、北魏は防備を強化していたため、安都は弘農を落とすことができず、蓋呉が殺害されたのを機に上洛に撤退した。武陵王劉駿が襄陽に駐屯すると、安都は召されて揚武将軍・北弘農郡太守となった。従叔父の薛沈が宋に帰順すると、安都は綏遠将軍・新野郡太守となった。
元嘉27年（450年）、隨王劉誕に召されて建武将軍となり、柳元景の下で北伐して盧氏から白亭に進み、脩陽亭から熊耳山に進出した。安都はいったん盧氏に撤退したが、再び北進して弘農で北魏軍を撃破した。柳元景の北伐は順調であったが、東部戦線で王玄謨が敗れたため、南帰を余儀なくされた。安都は劉誕の下で後軍行参軍となった。元嘉29年（452年）、始興王劉濬の下で征北行参軍に任じられ、建武将軍の号を加えられた。魯爽が虎牢に進攻すると、安都は再び柳元景の下で北伐して、関城を占拠し、黄河を渡って蒲坂を奪取した。魯爽が撤退すると、安都も柳元景に従って撤退した。この年、柳元景の下で西陽郡の五水蛮を討った。
元嘉30年（453年）、劉劭が文帝を殺害したため、武陵王劉駿が劉劭を討つべく起兵すると、安都は参軍事に転じ、寧朔将軍の号を加えられ、馬軍を領し、柳元景とともに出兵した。同年4月14日、建康の朱雀航に到達すると、劉劭の将の皇甫安民らを叱責した。孝武帝が即位すると、安都は右軍将軍の号を受けた。5月4日、部下を率いて先鋒として建康の宮殿に突入した。劉劭の一派はなお数百人の勢力を保っていたが、この突入に際して逃げ散った。安都は功績により南郷県男に封じられた。北伐に従軍して臼口にいたり、天門が開かれる夢を見て、「中興のしるしである」とその感動を述べた。ときに安都の従弟の薛道生が罪を犯して、秣陵県令の庾淑之に鞭打たれたため、安都は激怒して数十人を引き連れて庾淑之を殺しに行こうとした。朱雀航で柳元景と遭遇してたしなめられ、そのため取りやめた。この年、安都は直言を避けたことを理由に免官された。
孝建元年（454年）、左軍将軍の号を受けた。2月、魯爽が反乱を起こすと、安都は胡子反や宗越らとともに歴陽に駐屯した。魯爽が部将の鄭徳玄を大峴に派遣し、鄭徳玄は偏師の楊胡興と劉蜀に軽兵を与えて歴陽に先遣させた。安都は宗越と程天祚に迎え撃たせて、楊胡興と劉蜀を斬らせた。鄭徳玄はその司馬の梁厳に峴東に駐屯させたが、安都の幢主の周文恭が偵察のついでに襲撃して、ことごとく捕らえた。安都は孝武帝の命を受けて300人を歴陽に留めて守らせ、自らは長江を渡って采石に入り、輔国将軍・竟陵国内史に転じた。4月、魯爽が弟の魯瑜に3000人を与えて小峴に進出させ、魯爽自身は大軍を率いて大峴に拠った。そこで安都は8000の兵を率いて長江を渡り、歴陽郡太守の張幼緒らとともに魯爽を攻撃した。薛安都の軍副の譚金が数十騎を率いて挑み、魯爽の偏帥を斬った。張幼緒が退却したため、安都は歴陽に戻った。沈慶之が孝武帝の命を受けて長江を渡り、江北の諸軍を統率すると、安都は沈慶之の命を受けて魯爽を追撃し、小峴で手ずから魯爽を刺し、側近に斬首させた。この戦功により、安都は「万人敵」と称され、関羽が顔良を斬った故事にもなぞらえられた。爵位は侯に進んだ。
ときに王玄謨が反乱側の南郡王劉義宣・臧質と梁山で対峙していたが、安都は騎兵の支軍を率いた。反乱軍の水陸の陣営が蕪湖にあったが、安都は部将の呂興寿に数十騎を与えてこれを襲撃させた。劉義宣が劉湛之と臧質に王玄謨を攻撃させると、王玄謨は安都に命じて反乱軍の右に進出させた。安都の横撃により反乱軍は大敗を喫した。安都の隊主の劉元儒が艦中で劉湛之を斬首した。安都は太子左衛率に転じた。
大明元年（457年）、北魏が無塩に進出し、宋の東平郡太守の劉胡は出撃して敗退した。2月、安都は騎兵を率いて北進し、東陽郡太守の沈法系が水軍を率いて彭城に向かい、ともに徐州刺史の申坦の統制に服した。北魏軍はすでに撤退していたため、申坦は軍を返して任榛を討つ許可を孝武帝に求めて、許された。安都はちょうど滑台から200里あまりの左城に向かっていたが、回頭して左城から去った。安都は北魏軍の目前で自軍を分けるのは良策ではないとして、軍を分けることなく東坊城に入って、任榛三騎のひとりを討ち捕らえた。しかし残りの2騎には逃走を許し、敗報を知った任榛の兵も逃げ散っていった。ときに旱魃のため、人馬は疲労困憊して、追撃することができなかった。安都と沈法系は免官されて、無官のまま職務をつとめることとなり、申坦は獄に繋がれた。大明2年（458年）、安都は復職し、武昌県侯に改封され、散騎常侍の位を加えられた。大明7年（463年）、征虜将軍の号を加えられ、太子左衛率となった。
大明8年（464年）、前廃帝が即位すると、安都は右衛将軍の号を受け、給事中の位を加えられた。永光元年（465年）、使持節・都督兗州諸軍事・前将軍・兗州刺史として出向した。同年（景和元年）9月、義陽王劉昶に代わって都督徐州豫州之梁郡諸軍事・平北将軍・徐州刺史に任じられた。明帝が即位すると、安都は安北将軍に進められたが、皇帝の命を受けず、晋安王劉子勛とともに挙兵した。
泰始2年（466年）1月、薛索児と柳光世が安都の諸子や係累を引き連れて建康を脱出し、徐州に逃れてきた。青州刺史の沈文秀や冀州刺史の崔道固らが安都に呼応して兵を挙げた。沈文秀は劉弥之・張霊慶・崔僧琁の3軍を派遣し、崔道固は子の崔景徴と傅霊越に兵を与えて進発させた。劉弥之らは下邳に進出し、傅霊越は泰山道から彭城に向かった。済陰郡太守の申闡（申坦の子）が睢陵城に拠って明帝側についたため、薛索児は傅霊越らを率いて睢陵を攻撃させた。安都は裴祖隆に下邳城を守らせたが、劉弥之らが下邳に到着すると、明帝側に旗幟を改め、裴祖隆を攻撃した。崔僧琁は劉弥之に従わず、部下を率いて安都に帰順した。薛索児は劉弥之が寝返ったと聞くと、睢陵を捨てて下邳に駆けつけ、劉弥之らは戦わずして潰走した。劉弥之と張霊慶は薛索児に捕らえられて殺害された。
明帝が申令孫（申闡の兄）を徐州刺史に任じて、安都に代わらせることとした。申令孫は淮陽に進出したが、明帝に対する反意を抱き、ひそかに薛索児と連絡した。申令孫は傅霊越に敗れたように装って薛索児に降った。薛索児は申令孫を申闡のもとに派遣して説得させようとした。申闡がすでに降っていたため、薛索児は申闡と申令孫を捕らえてともに殺した。薛索児は軍を率いて淮水を渡ったが、軍の食糧が足らず、民衆の穀物を略奪した。明帝は蕭道成に張永・垣山宝・王寛・張寘震・蕭順之・張季和・黄文玉らの諸軍を率いさせて北伐させた。5月、蕭道成らは平原に到着し、薛索児らの率いる5000の兵と会戦すると、これを撃破した。薛索児はまた民衆の穀物を略奪して石梁に籠城した。蕭道成は鎮北参軍の趙曇之や呂湛之を派遣して撃破させた。薛索児はさらに追撃を受けて、葛家白鵠で敗れた。薛索児は楽平県の界に逃れて、申令孫の子の申孝叔に斬られた。明帝側の武衛将軍の王広之が殷琰を寿陽に攻撃すると、傅霊越は逃走し、王広之の兵に捕らえられた。
薛索児や劉子勛が敗死すると、安都は柳光世に下邳を守らせ、明帝への帰順を申し入れた。明帝は張永と沈攸之を派遣して迎えようとしたが、安都は免罪されないことを恐れて、意を翻して北魏と連絡を取った。泰始3年（467年）1月、北魏が博陵公尉元と城陽公孔伯恭の2万騎を発して安都を救援した。張永らは撤退し、安都は開門して魏軍を迎え入れ、北魏の献文帝は安都を使持節・散騎常侍・都督徐南北兗青冀五州豫州之梁郡諸軍事・鎮南大将軍・徐州刺史に任じ、河東公の爵位を与えた。皇興2年（468年）、畢衆敬とともに平城で献文帝の朝見を受け、礼遇された。子弟たちも上客として待遇され、みな爵位を受けた。皇興3年（469年）、死去。享年60。鎮南大将軍・秦州刺史・河東王の位を追贈された。諡は康といった。

## 子女
- 薛道檦（? - 489年、北魏の河東王、太和初年に鎮南将軍・平州刺史、相州刺史、秦州刺史）
- 薛道異（軍功により第一となり、早逝した）
- 薛道智（薛索児が敗れると、合肥に逃れ、南汝陰郡太守の裴季のもとを訪れて明帝に降った）
- 薛道次（人質として平城に出され、南中郎将・給事中、安邑侯、安遠将軍、安西将軍・秦州刺史、河南公、491年に光禄大夫）
- 薛伯令（梁州と雍州の間に逃れた。皇興元年（467年）に亡命者数千人を率いて宋の広平郡を襲撃し、太守の劉冥虯を捕らえた。順陽を攻撃して落とし、義成・扶風を攻略して、守宰を置いた。宋の雍州刺史・巴陵王劉休若が南陽郡太守の張敬児や新野郡太守の劉攘兵を派遣して討たせると、薛伯令は捕らえられて斬られた）
- 薛環龍（薛伯令とともに捕らえられた）
- 薛元嗣

## 伝記資料
- 『宋書』巻88 列伝第48
- 『魏書』巻61 列伝第49
- 『南史』巻40 列伝第30
- 『北史』巻39 列伝第27